# Tytus Wojnowicz

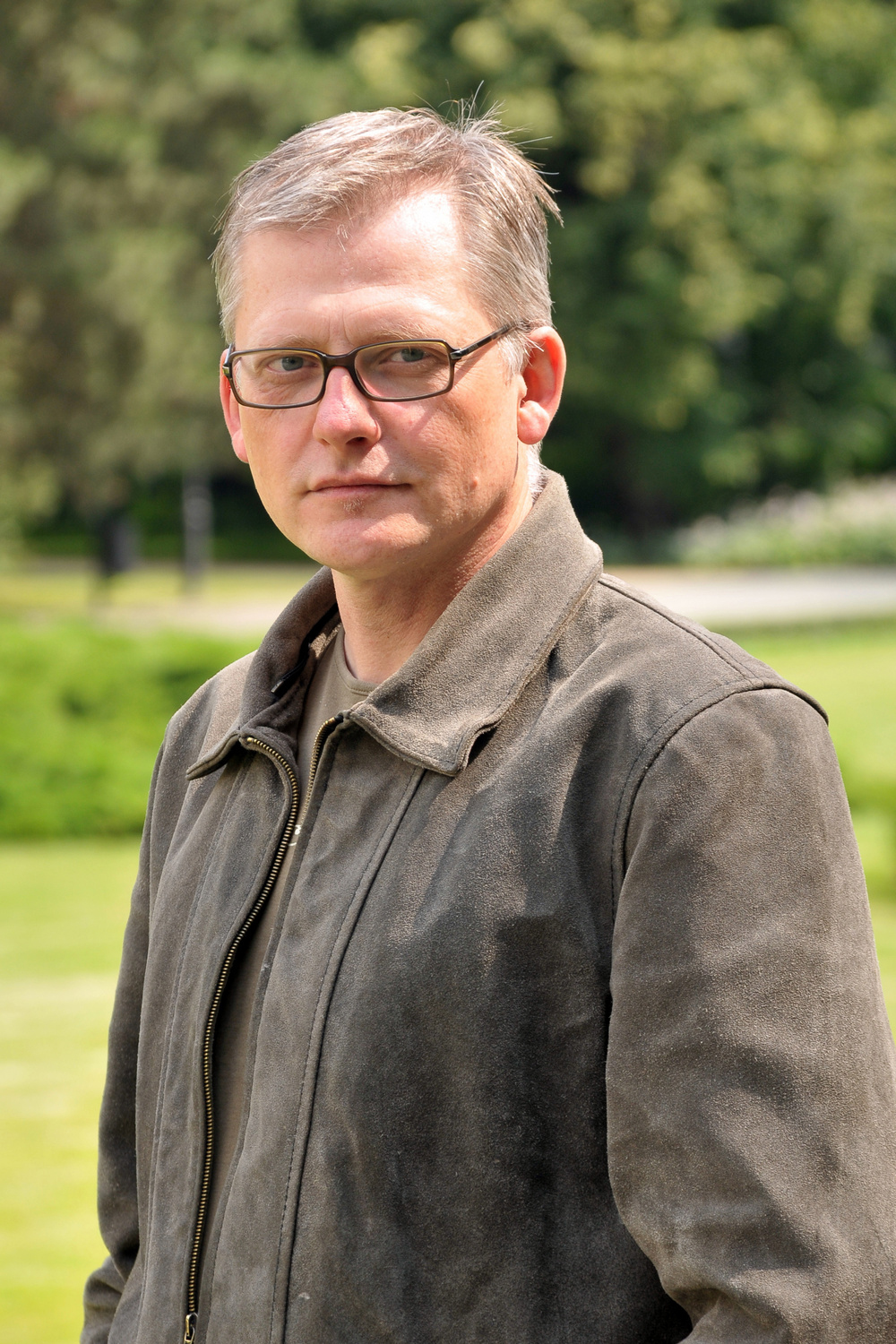
Tytus Wojnowicz, Warschau 2013

Tytus Bohdan Wojnowicz (* 1965) ist ein polnischer Oboist.

## Biographie
Seit dem 7. Lebensjahr spielte er Geige, stieg aber mit 15 auf die Oboe um. Dieses Instrument studierte er auch an der Musikakademie in Warschau und in Freiburg im Breisgau bei Heinz Holliger. 1989 wurde er Mitglied im Warschauer Kwintet Dęty. Er spielte mit zahlreichen Orchestern zusammen, darunter mit der Sinfonia Varsovia. 1996 entschloss er sich zu einer Solokarriere, in der er Elemente der klassischen mit solchen der Unterhaltungsmusik zusammenführen wollte. Sein Debütalbum Tytus mit Melodien von Johannes Brahms, Frédéric Chopin, aber auch des Popkomponisten Piotr Rubik erhielt dreimal Platin in Polen, zudem gab es einen Fryderyk-Preis für das Album, eine Auszeichnung, die er 2004 noch einmal bekam.
Bisher erschienen von Wojnowicz sieben CDs mit völlig unterschiedlichen Schwerpunkten, die Oboen-Konzerte Georg Philipp Telemanns stehen neben polnischen Schlagern der 1960er und 1970er Jahre. 2002 spielte er auf einer Platte mit afrikanischer Musik von Emam. 2005 trat er gemeinsam mit Nigel Kennedy auf dessen Tour „The Bach & Vivaldi Experience“ auf.

## Diskografie
- Tytus (1996, PL: ×2Doppelplatin )[2]
- Ocalić od zapomnienia (1998, PL: Gold)
- Christmas Time (1998)
- Telemann – Oboe Concertos (1999)
- Fonogram (1999)
- Bach – Oboe Concertos (2000)
- Ensemble de Narol (2005)